# Кассій Фелікс
Кассій Фелікс, Cassius Felix ([ˈkæʃəs ˈfiːlɪks]), також Cassius Felix of Cirta — давньоримський медик, ймовірно, уродженець Константіна у Алжирі. Він відомий, за латиномовною роботою під назвою «De Medicina». Книга є довідником для практичного використання, в якому він хоче, щоб інші могли скористатися досвідом автора як лікаря. Ця праця кореспондується з грецькими медичними джерелами, як це було поширено у африканській школі медицини.
Християнин за вірою, він може бути людиною, згаданою у анонімному «De Miraculis Sancti Stephani», — роботі, написаній між 418 і 427 роками, де певного Фелікса називають як високого медичного знавця, або головного доктора своєї громади.
Його роботи вперше було опубліковано в 1879 році у випуску Teubner, відредагованого німецьким антикознавцем Валентином Роузом.
Ім'я Кассій Фелікс іноді також застосовується до більш раннього грецького медичного письменника (2-го або 3 століття н. е.), відомий лише як автор 84 або 85 «Quaestiones Medicae et prectionata nature»(дав.-гр. Ἰατρικαὶ Ἀπορίαι καὶ Προβλήματα Φυσικά)..

## Інтернет-ресурси
- Cassius Felix, ed. Rose 1879
- Cassius Iatrosophista, ed. Ideler 1841